# 사이토 요스케
사이토 요스케(일본어: 斎藤 陽介, 1988년 4월 7일 ~ )는 일본의 전 축구 선수이다.

## 구단 경력
과거 요코하마 F. 마리노스, 츠바이겐 가나자와에서 활동하였다.